# Berosus moerens
Berosus moerens är en skalbaggsart som beskrevs av Sharp 1882. Berosus moerens ingår i släktet Berosus och familjen palpbaggar. Inga underarter finns listade i Catalogue of Life.